# ザムトゲマインデ・タルムシュテット
ザムトゲマインデ・タルムシュテット (ドイツ語: Samtgemeinde Tarmstedt) は、ドイツ連邦共和国ニーダーザクセン州ローテンブルク（ヴュンメ）郡に属すザムトゲマインデ（集合自治体）である。このザムトゲマインデでは8町村が行政業務を共同で処理している。

## 地理

### ザムトゲマインデの構成
1. ブレッドルフ (Breddorf 1,050)
2. ビュルシュテット (Bülstedt 775)
3. ヘプシュテット (Hepstedt 1,016)
4. キルヒティムケ (Kirchtimke 969)
5. タルムシュテット (Tarmstedt 4,190)
6. フォアヴェルク (Vorwerk 1,009)
7. ヴェスターティムケ (Westertimke 446)
8. ヴィルシュテット (Wilstedt 1,781)

人口は2023年12月31日の数値である。

## 行政
このザムトゲマインデの議会は26議席からなる。

## 引用
1. 1 2  Landesamt für Statistik Niedersachsen, LSN-Online Regionaldatenbank, Tabelle A100001G: Fortschreibung des Bevölkerungsstandes, Stand 31. Dezember 2023